# Anna Held Audette
Anna Held Audette, eigentlich Anna Brita Held (* 1938 in New York; † 9. Juni 2013), war eine US-amerikanische Malerin und Fotografin.

## Leben
Audette war das einzige Kind des Kunsthistorikers Julius Held (1905–2002) und dessen Ehefrau, der Restauratorin Ingrid Marta Petterson (1905–1986). Durch ihren Vater hatte sie deutsche Wurzeln, durch ihre Mutter schwedische. Sie besuchte die Brearley School in Manhattan (Upper East Side) und wechselte anschließend an das Smith College (Northampton, Massachusetts).
Später wechselte Audette für ein Jahr an das Institut of Fine Arts der New York University und schloss ihr Studium der Kunstgeschichte 1962 an der Yale School of Fine Art (Yale University) ab. Im Anschluss daran erhielt sie einen Lehrauftrag an der Southern Connecticut State University. Ab dieser Zeit entstanden auch ihre ersten Bilder, mit denen sie auch ihren eigenen Stil zeigen konnte.
Im Juni 1964 verlobte sich Audette mit Louis Girard Audette, einem Sohn von Charles La Pointe Audette, und heiratete ihn im darauffolgenden Jahr.
1991 wurde Audette Mitglied der Connecticut Academy of Arts and Letters und 2000 ernannte man sie zum Fellow des Morse College (Yale University).

## Werke (Auswahl)
Ölbilder
- Tiger lillies in a vase.

## Schriften (Auswahl)
- The blank canvas. Inviting the muse. Shambhala, Boston, Mass. 1993, ISBN 0-87773-938-2.
- Julius Held. A daughter’s rememberance.